# C Robots
C Robots (иногда — AT-Robots) — игра, требующая от игроков навыков программирования. Выпущена Томом Пойндекстером в декабре 1985 года. Роботы управляются с помощью программы, написанной на урезанной версии языке Си. Миссия робота заключается в том, чтобы искать и уничтожать других роботов, каждый из которых управляется различными программами. Роботы могут управляться для того, чтобы перемещаться по полю боя, сканируя окружающую среду, чтобы найти врагов и стрелять во врагов с помощью пушки.
В октябре 2013, Том выложил исходный код игры на GitHub под лицензией GPLv2.
Существует вариация игры с версией языка C++ (C++Robots, 1995), Pascal (P-Robots, 1998), Java.
Подобные игры могут использоваться в обучении программированию.